# Moroccan Open
O Moroccan Open (lit. Open [Aberto] de Marrocos) foi um torneio masculino de golfe, que foi realizado em 1987 e anualmente entre 1992 e 2001. Foi integrante do calendário do PGA European Tour de 1987 até a última edição do torneio, em 2001.

## Campeões
| Ano                        | Campeão             | País          | Pontuação     | Par           | Margem        | Vice-campeão(ões)                             |
| Moroccan Open              | Moroccan Open       | Moroccan Open | Moroccan Open | Moroccan Open | Moroccan Open | Moroccan Open                                 |
| -------------------------- | ------------------- | ------------- | ------------- | ------------- | ------------- | --------------------------------------------- |
| 2001                       | Ian Poulter         | Inglaterra    | 277           | −15           | 2 tacadas     | David Lynn                                    |
| Moroccan Open Méditel      |                     |               |               |               |               |                                               |
| 2000                       | Jamie Spence        | Inglaterra    | 266           | −22           | 4 tacadas     | Sébastien Delagrange Thomas Levet Ian Poulter |
| Moroccan Open              |                     |               |               |               |               |                                               |
| 1999                       | Miguel Ángel Martín | Espanha       | 276           | −12           | Playoff       | David Park                                    |
| 1998                       | Stephen Leaney      | Austrália     | 271           | −17           | 8 tacadas     | Robert Karlsson                               |
| 1997                       | Clinton Whitelaw    | África do Sul | 277           | −11           | 2 tacadas     | Roger Chapman Darren Cole Wayne Riley         |
| 1996                       | Peter Hedblom       | Suécia        | 281           | −7            | 1 tacada      | Eduardo Romero                                |
| 11995                      | Mark James          | Inglaterra    | 275           | −13           | 1 tacada      | David Gilford                                 |
| 1994                       | Anders Forsbrand    | Suécia        | 276           | −12           | 4 tacadas     | Howard Clark                                  |
| 1993                       | David Gilford (2)   | Inglaterra    | 279           | −9            | 1 tacada      | Stephen Ames Jamie Spence                     |
| 1992                       | David Gilford       | Inglaterra    | 287           | −1            | Playoff       | Robert Karlsson                               |
| 1988–91: Não houve torneio |                     |               |               |               |               |                                               |
| 1987                       | Howard Clark        | Inglaterra    | 284           | −8            | 3 tacadas     | Mark James                                    |